# 대한민국 과학기술정보통신부 장관
대한민국 과학기술정보통신부 장관은 대한민국 과학기술정보통신부의 수장으로 국무위원으로 보한다. 과학기술정보통신부 장관은 국무위원 서열 3위에 해당한다.

## 역사
과학기술정보통신부 장관의 역사는 과학기술정보통신부의 역사에 따른다. 
과학기술정보통신부의 한 파트인 정보통신 분야는 정부 수립과 함께 신설된 대한민국 체신부에 기원을 둔다. 체신부는 1994년 정보통신부로 개편이 되었다. 하지만 2008년에 정보통신부는 폐지가 되었으며 방송통신위원회 등으로 관련 업무가 이관되었다.
또 다른 파트인 과학기술 분야는 1967년에 신설된 과학기술처에 기원을 둔다. 과학기술처는 1998년, 과학기술부로 개편이 되었으며 2008년에 교육부와 통합하여 교육과학기술부를 구성했다.
2013년, 박근혜 정부가 출범하면서 교육과학기술부에 있던 과학기술 분야와 여러 부처로 나뉘어진 정보통신 분야를 통합하여 미래창조과학부가 출범했다. 이후 문재인 정부가 출범하면서 미래창조과학부를 과학기술정보통신부로 개편하였다.

## 임명
교육부장관을 포함한 대한민국의 장관은 헌법 상 국무위원 중에서 국무총리의 제정으로 대통령이 임명한다.
국무위원은 국무총리의 제청으로 대통령이 임명하며 임명 이전 국회의 인사청문회를 거치게 된다.
국회는 국무위원의 해임을 대통령에게 건의할 수 있으며 이 때 해임건의는 국회의원 재적의원 3분의 1 이상의 발의에 의하여 국회재적의원 과반수의 찬성을 필요로 한다. 또한 국무총리는 국무위원의 해임을 대통령에게 건의할 수 있다.

## 역할
대한민국 과학기술정보통신부 장관은 다음과 같은 역할을 한다.
1. 정부조직법 제7조제1항에 따라 각 행정기관의 장은 소관사무를 통할하고 소속공무원을 지휘·감독한다.
2. 정부조직법 제29조에 따라 과학기술정보통신부장관은 과학기술정책의 수립·총괄·조정·평가, 과학기술의 연구개발·협력·진흥, 과학기술인력 양성, 원자력 연구·개발·생산·이용, 국가정보화 기획·정보보호·정보문화, 방송·통신의 융합·진흥 및 전파관리, 정보통신산업, 우편·우편환 및 우편대체에 관한 사무를 관장한다.

## 역대 체신부·정보통신부 장관(1948~2008)

### 역대 체신부 장관(1948~1994)
| 대수   | 이름   | 취임일           | 퇴임일           | 정부        |
| ------ | ------ | ---------------- | ---------------- | ----------- |
| 제1대  | 윤석구 | 1948년 8월 4일   | 1949년 6월 13일  | 제1공화국   |
| 제2대  | 장기영 | 1949년 6월 14일  | 1952년 1월 11일  | 제1공화국   |
| 제3대  | 이순용 | 1952년 1월 12일  | 1952년 3월 20일  | 제1공화국   |
| 제4대  | 조주영 | 1952년 3월 27일  | 1952년 10월 8일  | 제1공화국   |
| 제5대  | 강인택 | 1952년 10월 9일  | 1954년 6월 29일  | 제1공화국   |
| 제6대  | 이광   | 1954년 6월 30일  | 1955년 9월 15일  | 제1공화국   |
| 제7대  | 이응준 | 1955년 9월 16일  | 1958년 9월 8일   | 제1공화국   |
| 제8대  | 곽의영 | 1958년 9월 9일   | 1960년 5월 1일   | 제1공화국   |
| 제9대  | 오정수 | 1960년 5월 2일   | 1960년 6월 1일   | 제1공화국   |
| 제10대 | 최용덕 | 1960년 6월 2일   | 1960년 8월 22일  | 제1공화국   |
| 제11대 | 이상철 | 1960년 8월 23일  | 1960년 9월 11일  | 제2공화국   |
| 제12대 | 조한백 | 1960년 9월 14일  | 1961년 1월 29일  | 제2공화국   |
| 제13대 | 한통숙 | 1961년 1월 30일  | 1961년 5월 19일  | 제2공화국   |
| 제14대 | 배덕진 | 1961년 5월 20일  | 1963년 1월 1일   | 제2공화국   |
| 제15대 | 김장훈 | 1963년 2월 1일   | 1963년 12월 15일 | 제2공화국   |
| 제16대 | 홍헌표 | 1963년 12월 17일 | 1964년 7월 20일  | 제3공화국   |
| 제17대 | 김홍식 | 1964년 7월 22일  | 1965년 5월 15일  | 제3공화국   |
| 제18대 | 김병삼 | 1965년 5월 16일  | 1966년 12월 26일 | 제3공화국   |
| 제19대 | 박경원 | 1966년 12월 27일 | 1967년 10월 2일  | 제3공화국   |
| 제20대 | 황종률 | 1967년 10월 3일  | 1968년 5월 20일  | 제3공화국   |
| 제21대 | 김태동 | 1968년 5월 21일  | 1969년 10월 20일 | 제3공화국   |
| 제22대 | 김보현 | 1969년 10월 21일 | 1970년 12월 20일 | 제3공화국   |
| 제23대 | 신상철 | 1970년 12월 21일 | 1973년 12월 2일  | 제4공화국   |
| 제24대 | 문형태 | 1973년 12월 3일  | 1974년 9월 17일  | 제4공화국   |
| 제25대 | 장승태 | 1974년 9월 18일  | 1975년 12월 18일 | 제4공화국   |
| 제26대 | 박원근 | 1975년 12월 19일 | 1978년 12월 21일 | 제4공화국   |
| 제27대 | 이재설 | 1978년 12월 22일 | 1979년 12월 13일 | 제4공화국   |
| 제28대 | 배상욱 | 1979년 12월 14일 | 1980년 5월 21일  | 제4공화국   |
| 제29대 | 윤흥정 | 1980년 5월 22일  | 1980년 9월 1일   | 제4공화국   |
| 제30대 | 김기철 | 1980년 9월 2일   | 1981년 3월 8일   | 제4공화국   |
| 제31대 | 최광수 | 1981년 3월 10일  | 1982년 5월 20일  | 제5공화국   |
| 제32대 | 최순달 | 1982년 5월 21일  | 1983년 10월 14일 | 제5공화국   |
| 제33대 | 김성진 | 1983년 10월 15일 | 1985년 2월 18일  | 제5공화국   |
| 제34대 | 이자헌 | 1985년 2월 19일  | 1986년 8월 26일  | 제5공화국   |
| 제35대 | 이대순 | 1986년 8월 27일  | 1987년 7월 13일  | 제5공화국   |
| 제36대 | 오명   | 1987년 7월 14일  | 1988년 12월 4일  | 노태우 정부 |
| 제37대 | 최영철 | 1988년 12월 5일  | 1989년 7월 8일   | 노태우 정부 |
| 제38대 | 이우재 | 1989년 7월 19일  | 1990년 12월 26일 | 노태우 정부 |
| 제39대 | 송언종 | 1990년 12월 27일 | 1993년 2월 25일  | 노태우 정부 |
| 제40대 | 윤동윤 | 1993년 2월 26일  | 1994년 12월 23일 | 김영삼 정부 |

### 역대 정보통신부 장관(1994~2008)
| 대수   | 이름   | 취임일           | 퇴임일           | 정부        |
| ------ | ------ | ---------------- | ---------------- | ----------- |
| 제1대  | 경상현 | 1994년 12월 24일 | 1995년 12월 20일 | 김영삼 정부 |
| 제2대  | 이석채 | 1995년 12월 21일 | 1996년 8월 7일   | 김영삼 정부 |
| 제3대  | 강봉균 | 1996년 8월 8일   | 1998년 3월 2일   | 김영삼 정부 |
| 제4대  | 배순훈 | 1998년 3월 3일   | 1998년 12월 20일 | 김대중 정부 |
| 제5대  | 남궁석 | 1998년 12월 21일 | 2000년 2월 1일   | 김대중 정부 |
| 제6대  | 안병엽 | 2000년 2월 14일  | 2001년 3월 25일  | 김대중 정부 |
| 제7대  | 양승택 | 2001년 3월 26일  | 2002년 7월 11일  | 김대중 정부 |
| 제8대  | 이상철 | 2002년 7월 11일  | 2003년 2월 27일  | 김대중 정부 |
| 제9대  | 진대제 | 2003년 2월 27일  | 2006년 3월 22일  | 노무현 정부 |
| 제10대 | 노준형 | 2006년 3월 22일  | 2007년 9월 3일   | 노무현 정부 |
| 제11대 | 유영환 | 2007년 9월 4일   | 2008년 2월 29일  | 노무현 정부 |

## 역대 과학기술처·과학기술부 장관(1967~2008)

### 역대 과학기술처 장관(1967~1998)
| 대수   | 이름   | 취임일           | 퇴임일           | 정부        |
| ------ | ------ | ---------------- | ---------------- | ----------- |
| 제1대  | 김기형 | 1967년 4월 12일  | 1971년 6월 3일   | 제3공화국   |
| 제2대  | 최형섭 | 1971년 6월 15일  | 1978년 12월 22일 | 제4공화국   |
| 제3대  | 최종완 | 1978년 12월 23일 | 1979년 12월 13일 | 제4공화국   |
| 제4대  | 성좌경 | 1979년 12월 14일 | 1980년 8월 31일  | 제4공화국   |
| 제5대  | 이정오 | 1980년 9월 1일   | 1985년 2월 18일  | 제5공화국   |
| 제6대  | 김성진 | 1985년 2월 19일  | 1986년 1월 7일   | 제5공화국   |
| 제7대  | 전학제 | 1986년 1월 8일   | 1986년 8월 26일  | 제5공화국   |
| 제8대  | 이태섭 | 1986년 8월 27일  | 1987년 7월 13일  | 제5공화국   |
| 제9대  | 박긍식 | 1987년 7월 14일  | 1988년 2월 24일  | 제5공화국   |
| 제10대 | 이관   | 1988년 2월 25일  | 1988년 12월 4일  | 노태우 정부 |
| 제11대 | 이상희 | 1988년 12월 5일  | 1990년 3월 18일  | 노태우 정부 |
| 제12대 | 정근모 | 1990년 3월 19일  | 1990년 11월 9일  | 노태우 정부 |
| 제13대 | 김진현 | 1990년 11월 10일 | 1993년 2월 25일  | 노태우 정부 |
| 제14대 | 김시중 | 1993년 2월 26일  | 1994년 12월 23일 | 김영삼 정부 |
| 제15대 | 정근모 | 1994년 12월 24일 | 1996년 8월 7일   | 김영삼 정부 |
| 제16대 | 구본영 | 1996년 8월 8일   | 1996년 12월 19일 | 김영삼 정부 |
| 제17대 | 김용진 | 1996년 12월 20일 | 1997년 3월 5일   | 김영삼 정부 |
| 제18대 | 권숙일 | 1997년 3월 6일   | 1998년 2월 28일  | 김영삼 정부 |

### 역대 과학기술부 장관(1998~2004)
| 대수  | 이름   | 취임일           | 퇴임일           | 정부        |
| ----- | ------ | ---------------- | ---------------- | ----------- |
| 제1대 | 강창희 | 1998년 3월 3일   | 1999년 3월 22일  | 김대중 정부 |
| 제2대 | 서정욱 | 1999년 3월 23일  | 2001년 3월 25일  | 김대중 정부 |
| 제3대 | 김영환 | 2001년 3월 26일  | 2002년 1월 28일  | 김대중 정부 |
| 제4대 | 채영복 | 2002년 1월 29일  | 2003년 2월 26일  | 김대중 정부 |
| 제5대 | 박호군 | 2003년 2월 27일  | 2003년 12월 27일 | 노무현 정부 |
| 제6대 | 오명   | 2003년 12월 28일 | 2004년 10월 17일 | 노무현 정부 |

### 역대 부총리 겸 과학기술부 장관(2004~2008)
| 대수  | 이름   | 취임일           | 퇴임일          | 정부        |
| ----- | ------ | ---------------- | --------------- | ----------- |
| 제7대 | 오명   | 2004년 10월 18일 | 2006년 2월 9일  | 노무현 정부 |
| 제8대 | 김우식 | 2006년 2월 10일  | 2008년 2월 28일 | 노무현 정부 |

## 역대 교육과학기술부 장관(2008~2013)
| 대수   | 이름   | 취임일          | 퇴임일          | 정부        |
| ------ | ------ | --------------- | --------------- | ----------- |
| 제51대 | 김도연 | 2008년 2월 29일 | 2008년 8월 5일  | 이명박 정부 |
| 제52대 | 안병만 | 2008년 8월 6일  | 2010년 8월 30일 | 이명박 정부 |
| 제53대 | 이주호 | 2010년 8월 30일 | 2013년 3월 10일 | 이명박 정부 |
| 제54대 | 서남수 | 2013년 3월 11일 | 2013년 3월 22일 | 박근혜 정부 |

- 교육과학기술부장관의 대수는 역대 대한민국 교육부 장관의 대수를 따른다.

## 역대 미래창조과학부 장관(2013~2017)
| 대수  | 이름   | 취임일          | 퇴임일          | 정부        |
| ----- | ------ | --------------- | --------------- | ----------- |
| 제1대 | 최문기 | 2013년 4월 17일 | 2014년 7월 15일 | 박근혜 정부 |
| 제2대 | 최양희 | 2014년 7월 16일 | 2017년 7월 10일 | 박근혜 정부 |
| 제3대 | 유영민 | 2017년 7월 11일 | 2017년 7월 25일 | 문재인 정부 |

## 역대 과학기술정보통신부 장관(2017~)
| 대수  | 이름   | 취임일          | 퇴임일          | 정부        |
| ----- | ------ | --------------- | --------------- | ----------- |
| 제1대 | 유영민 | 2017년 7월 26일 | 2019년 9월 8일  | 문재인 정부 |
| 제2대 | 최기영 | 2019년 9월 9일  | 2021년 5월 13일 | 문재인 정부 |
| 제3대 | 임혜숙 | 2021년 5월 14일 | 2022년 5월 9일  | 문재인 정부 |
| 제4대 | 이종호 | 2022년 5월 10일 | 2024년 8월 16일 | 윤석열 정부 |
| 제5대 | 유상임 | 2024년 8월 16일 | 2025년 7월 16일 | 윤석열 정부 |
| 제6대 | 배경훈 | 2025년 7월 16일 | 현직            | 이재명 정부 |

## 같이 보기
- 과학기술정보통신부
- 과학기술정보통신부 차관